# 宮河家の空腹
『宮河家の空腹』（みやかわけのくうふく）は、美水かがみによる4コマ漫画作品。掲載誌は何度か変更されており、2013年3月号より『コンプティーク』（角川書店）にて連載中。

## 概要
美水かがみの漫画作品『らき☆すた』を原作としたゲーム『らき☆すた 萌えドリル』シリーズに登場する宮河ひなた・ひかげ姉妹を中心に据えたスピンオフ作品。宮河姉妹の貧しくも楽しく過ごす日常や、ひかげと小学校のクラスメイト・教師との学校生活を描いている。
2012年12月31日に鷲宮神社に奉納された、作者の美水とアニメ『らき☆すた』の第1〜4話で監督を務めた山本寛の連名による絵馬において、本作のアニメ化の企画が行われていることが発表され、2013年4月から7月まで放送された。
原作やWebアニメ版において、姉妹が登場する『萌えドリル』シリーズなどの『らき☆すた』関連のゲーム作品のように、『らき☆すた』本編のキャラクターが出ることは基本的になく、ゲーム中にあったキャラクターの関連性は本作では希薄となっている。ただし後述するようにひなたと『らき☆すた』の主人公である泉こなたの関連性は端々に描かれている。なお、『萌えドリル』シリーズやアニメ『らき☆すた』などにおいて、ひかげの学年はこなたが高校3年生のときに小学4年生となっていたが、本作ではこなたが大学1年生のときに小学4年生となっている。また、『萌えドリル』シリーズにあったひかげのアニメグッズ収集の趣味や、ゲームプログラマーとしての設定は踏襲されていない一方で、アニメ版『らき☆すた』の最終回で陵桜学園の桜藤祭に行ったことなどは踏襲されている。

## 登場人物
Webアニメ版の声優は公式Webサイトでの記述に基づく。

### メインキャラクター
宮河 ひかげ（みやかわ ひかげ）
声 - 川崎琴（本作アニメ版、ドラマCD版） / 鹿野優以（アニメ『らき☆すた』 - ゲーム『桜藤祭Portable』）
ひなたの妹。小学4年生。姉のせいで貧乏生活を強いられており、早く働きたいと思っている。とはいえ、ひなたが苦労をしてひかげを育てていることを理解しており、姉の趣味を必要以上に制限したくないとも考えている。少しませており、普通の女性口調で話す。
宮河 ひなた（みやかわ ひなた）
声 - 島形麻衣奈（本作アニメ版、ドラマCD版） / 高口幸子（アニメ『らき☆すた』 - ゲーム『桜藤祭Portable』）
ひかげの姉。21歳で、学校には通っていない。重度のオタクで、「萌えからエネルギー」を貰っている。姉妹2人暮らしの家計を支えるため、複数のバイトを掛け持ちしているが、同人誌などを買っているため生活は貧しい。「…よぅ〜」など、語尾を伸ばすのが癖。
原作では述べられていないが、本作アニメ版、ドラマCD版、小説版では共にアニメイト大宮店で兄沢の部下としてアルバイトをしている。

### 本作のオリジナルキャラクター
内海 ゆきな（うつみ ゆきな）
声 - 曽和まどか
ひかげのクラスメイトで優等生。優しくとても女の子らしい性格。だいすけとは幼なじみであり、だいすけのことが好きな節がある。
ひかげには「ゆっきー」と呼ばれている。ひかげのことは「ひかげちゃん」、えりかのことは「えりちゃん」、だいすけのことは「だいちゃん」と呼ぶ。
犬を数匹飼っている。
小池 えりか（こいけ えりか）
声 - 岩崎可苗
ひかげのクラスメイトでいまどき女子。クラスの人気者で、気が強く男子と喧嘩することが多いが、恋に悩んだりラッピングに凝ったりするなど、かわいらしい一面も持つ。ゆきなとは1年の頃から、ひかげとは3年のクラス替えから友達となった。
ひかげには「えりりん」と呼ばれている。ひかげのことは「わっぴー」、ゆきなのことは「うーにゃ」と呼ぶ。
兄がいる。
水島 だいすけ（みずしま だいすけ）
声 - 小田果林
ひかげのクラスメイトの男子。鼻に絆創膏を貼っている。いつも騒がしく、勉強や掃除をよくさぼる。ゆきなとは幼なじみであり、ファーストネームで呼ぶ。よく貧乏ネタでひかげをからかうが、その後にひかげが彼の想像を上回る貧乏っぷりを弁明するのがお約束。
妹がおり、猫を飼っている。
大沢 かずひこ（おおさわ かずひこ）
声 - 松岡禎丞
ひかげのクラスの担任。お人好しで生徒想いの先生であり、お金のこと以外なら相談に乗ってくれるが、ひかげ以外の生徒からはあまり信頼されていない。
小泉 まりな（こいずみ まりな）
声 - 山田奈都美
大沢の同僚で、ひかげとは別のクラスの担任。大沢とは若手の教師同士仲が良い。おっとりとして不思議な雰囲気を持っており、独特の間のため何を考えているかわからないこともある。「あぁ〜〜〜〜」が口癖。
ひかげの同級生ほか
声 - 立木文彦、くじら

### 『らき☆すた』からのゲストキャラクター
泉 こなた（いずみ こなた）
声 - 平野綾
原作では、こなたが落としたスマートフォンをひかげが拾ったことで、ひかげと知り合うようになる。こなたがよく行くアニメショップにひなたが店員として働いており、常連と店員と言う立場で面識がある。小説版ではスマートフォンを拾ってもらった後に常連ということが判明し、姉妹と交流を持つようになったことが述べられている。
アニメでは第5話および第7話に登場。第5話ではかがみと共にアニメイト大宮店で商品を見ているところを兄沢に発見された。
ドラマCD『宮河ひなたの一日』および小説版（以下、『宮河ひなたの一日』と表記）では、アニメ『らき☆すた』と同様に兄沢と杉田から攻勢を受けるが、ドラマCDでは対象商品の売り切れ、小説版では小野が商品の搬入をサボったために失敗した。
ドラマCD『陵桜学園高等学校文化祭は大パニックかも』および小説版（以下、『陵桜学園高等学校文化祭は大パニックかも』と表記）では、OGとして文化祭（桜藤祭）に参加。高校時代の制服を着てOGによるエアバンドとしてステージに出たほか、昨年（アニメ『らき☆すた』最終回）と同様にチアガールとして『もってけ!セーラーふく』を踊った。
スピンオフ漫画『宮河家が満腹!?』では、テレビの中の世界における料理番組「満腹☆キッチン」の超監督兼超プロデューサーとして登場し、宮河姉妹や友人たちに指示を出して番組を盛り上げた。
柊 つかさ（ひいらぎ つかさ）
声 - 福原香織
原作では、神社でこなた・かがみと一緒にいた。
アニメでは第7話に登場。こなた、かがみと共にケーキ店「リッシュ」でケーキを選んでいた。
『陵桜学園高等学校文化祭は大パニックかも』では、こなたにエアバンドとチアガールにつき合わされた。
『宮河家が満腹!?』では、「満腹☆キッチン」の名物双子アシスタントとして登場し、さまざまなコスプレをしながらアシスタントとして活躍した。
柊 かがみ（ひいらぎ かがみ）
声 - 加藤英美里
原作では、こなたがスマートフォンを受け取りに来たときに一緒に来てひかげと知り合った。
アニメでは第5話および第7話に登場。アニメイトやリッシュでこなたに突っ込みを入れていた。
『陵桜学園高等学校文化祭は大パニックかも』では、こなたに罰ゲームとして久しぶりにツインテールの髪型を強要され、エアバンドとチアガールにつき合わされた。
『宮河家が満腹!?』では、「満腹☆キッチン」の名物双子アシスタントとして登場し、さまざまなコスプレをしながらアシスタントとして活躍した。
高良 みゆき（たから みゆき）
声 - 遠藤綾
『陵桜学園高等学校文化祭は大パニックかも』では、教育実習のためにみなみからピアノを習い、かなりの腕前になっていた。また、こなたにエアバンドとチアガールにつき合わされた。
『宮河家が満腹!?』では、「満腹☆キッチン」の番組内の中継コーナー「教えて！みゆきさん」にお助け博士として登場し、宮河姉妹を手助けした。
日下部 みさお（くさかべ みさお）
声 - 水原薫
『陵桜学園高等学校文化祭は大パニックかも』では、陸上部のOGとしてドーナツを売っていた。2袋買うかどうか悩むひかげに対し安価でサービスし、その後もサービスしまくって完売した。その後、昨年同様チアガールに参加した。
『宮河家が満腹!?』では、ようやく登場したと思ったら最終回であった。
峰岸 あやの（みねぎし あやの）
声 - 相沢舞
『陵桜学園高等学校文化祭は大パニックかも』では、みさおの手伝いをしていた。かがみ用のドーナツを別途保管していたが、みさおに食べられてしまった。その後、昨年同様チアガールに参加した。
『宮河家が満腹!?』では、ようやく登場したと思ったら最終回であった。
小早川 ゆたか（こばやかわ ゆたか）
声 - 長谷川静香
『陵桜学園高等学校文化祭は大パニックかも』では、アニメーション研究部の出し物である「萌え萌え読み聞かせ」に助っ人として参加。「男坂」コースで妹キャラを演じ、ひなたを萌えさせた。その後、昨年同様チアガールに参加した。
『宮河家が満腹!?』では、3話と最終回に登場。3話ではファーストフード店の店員として登場し、柊姉妹たちの代わりに番組アシスタントとして盛り上げた。
岩崎 みなみ（いわさき みなみ）
声 - 茅原実里
『陵桜学園高等学校文化祭は大パニックかも』では、アニメーション研究部の出し物である「萌え萌え読み聞かせ」に助っ人として参加。「女坂」コースであったが、なぜかひかげの人生相談になっていた。その後、昨年同様チアガールに参加した。
『宮河家が満腹!?』では、1話、3話と最終回に登場。1話では番組カメラマン。3話ではファーストフード店の店員として登場し、柊姉妹たちの代わりに番組アシスタントとして盛り上げた。
田村 ひより（たむら ひより）
声 - 清水香里
原作では、いずみと会話をしているのをひかげが町で見かけた人物。
『陵桜学園高等学校文化祭は大パニックかも』では、こなたのアドバイスでアニメーション研究部の出し物「萌え萌え読み聞かせ」をプロデュースするも、自分のシフトの部員が全員インフルエンザで倒れてしまったため、急遽ゆたかたちに助っ人を頼んだ。その後、昨年同様チアガールに参加した。
『宮河家が満腹!?』では、1話、3話と最終回に登場。1話では番組アシスタントディレクター。3話ではファーストフード店の店員として登場し、柊姉妹たちの代わりに番組アシスタントとして盛り上げた。
パトリシア・マーティン (Patricia Martin)
声 - ささきのぞみ
『陵桜学園高等学校文化祭は大パニックかも』では、アニメーション研究部の出し物である「萌え萌え読み聞かせ」の手伝いをしていた。その後、昨年同様チアガールに参加した。
『宮河家が満腹!?』では、最終回に登場し雛祭りに参加した。
若瀬 いずみ（わかせ いずみ）
原作では、ひよりと会話をしているのをひかげが町で見かけた人物。
『宮河家が満腹!?』では、最終回に登場し雛祭りに参加した。
黒井 ななこ（くろい ななこ）、桜庭 ひかる（さくらば ひかる）、天原 ふゆき（あまはら ふゆき）
声 - 前田このみ、井上美紀、なし
『陵桜学園高等学校文化祭は大パニックかも』では、ふゆきが戻るまでななことひかるの二人で保健室で待機していたが、あまり会話が弾まなかった。ふゆきは名前のみの登場だが、アニメ関連作品でふゆきについて言及されるのは本作が初である。
『宮河家が満腹!?』では、最終回に登場。みゆきによる雛人形による婚期の遅れの迷信に対し、過剰に反応した。
泉 そうじろう（いずみ そうじろう）
声 - 平松広和
Blu-ray限定版収録の特典オリジナルドラマおよび小説版（以下、『宮河ひかげの一日』と表記）に登場。取材許可を持って本川越周辺を訪れている。ひかげに道を尋ねるも、ひかげは事前に交通指導員に不審者の特徴をレクチャーされていたため、カメラを持った不審者と勘違いされ、逃げ出されてしまった。
『宮河家が満腹!?』では、最終回に登場し雛祭りに参加した。
小神 あきら（こがみ あきら）
声 - 今野宏美
アニメでは第2話に登場。「聖らっきー☆ちゃんねる」のパーソナリティとして、ステーキ店でロケをしていた。
『宮河ひかげの一日』では、なぜか「スーパーのアイドル」という肩書きにされてしまい、スーパーマーケットでCDの販促をしながらジュースのデモンストレーションを行うという扱いをされてしまった。
『宮河家が満腹!?』では、最終回に登場し新番組「あきらの萌え萌えクッキング」を始めようとするが、企画が中止になってしまった。
にゃんだろう
声 - 若本規夫
『宮河ひかげの一日』に登場。あきらのアシスタントとして派遣されてきた猫のきぐるみ。そのフリーダムさにあきらはたじろぐものの、仕事っぷりは使えると判断したことから今後もアシスタントとして雇おうとするが、次の仕事があったためすぐにいなくなってしまった。
その他、『宮河家が満腹!?』の第5話にはかがぶーが、最終回には八坂こう、山辺たまき、毒島みく、柊みき、柊いのり、柊まつり、高良ゆかり、岩崎ほのか、チェリー、にゃもーが、カバー裏には大原まどか、音無りんこ、中谷あくるがゲストとして登場している。

### その他のキャラクター
兄沢 命斗（あにざわ めいと）
声 - 関智一
『アニメ店長』からのゲストキャラクター。アニメ版、『宮河ひなたの一日』に登場。元々、『らき☆すた』のゲーム版においてはアニメイト（店舗は不明）でバイトをしているひなたの上司として登場していたが、本作では『らき☆すた』アニメ版の設定も引き継いで、アニメイト大宮店長として登場している。
杉田店員（すぎたてんいん）
声 - 杉田智和
アニメ版『らき☆すた』からのゲストキャラクター。『宮河ひなたの一日』に登場。ひなたの同僚で、アニメ版『らき☆すた』同様に兄沢の部下であるアニメイト大宮店員である。仕事に対する態度は融通が利かない部分があるものの真面目であり、不真面目な小野に対し怒りをぶつけた。
小野店員（おのてんいん）
声 - 小野大輔
『宮河ひなたの一日』に登場。本作のオリジナルキャラクターであるが、小説版におけるイラストではアニメ版『らき☆すた』の小野だいすけと同じ容姿となっており、アニメ店長風ではない。ひなたの同僚で、新入りの無気力な店員であり、遅刻して登場する。仕事とプライベートは分けるタイプであるらしい。
営業マン/下野（しもの）
声 - 下野紘
『宮河ひなたの一日』に登場。本作のオリジナルキャラクターで、容姿は不明。アニメメーカーの営業マンで、アニメ『戦勇。』の作品について営業をかけていた。当初は兄沢に営業姿勢について叱責されていたが、主人公に対する思い入れを語ったことにより認められた。
男性客/ふーくん、女性客/くーちゃん
声 - 立木文彦、くじら
『宮河ひなたの一日』に登場。本作のオリジナルキャラクターで、容姿は不明。彼女であるくーちゃんが誕生日のため、アニメイトにプレゼントを買いにきたカップル。小野にアドバイスを求めるも、振り回されてしまう。
くーちゃん
声 - くじら
『宮河ひかげの一日』に登場。本作のオリジナルキャラクターで、容姿は不明（小説版では首から下のみ描かれている）。ひかげたちのクラスメイトで、小学4年生とは思えないほどの巨乳のため、えりかの憧れでもある。毎日牛乳を飲んだりヨーグルトを食べたりしている。上記のカップルとの関係は不明。

## 書誌情報

### 掲載誌
- コンプH's（隔月刊、2008年Vol.7 - Vol9、休刊に伴い連載終了）
- 月刊コンプエース（月刊、2009年6月号 - 2013年3月号[注釈 4]。コンプティークへ連載移籍）
- コンプティーク（月刊、2013年3月号より連載[注釈 4]。それ以前は不定期ゲスト掲載）

### 単行本
1. 2012年6月26日初版発行（同日発売）ISBN 978-4-04-120233-3
  - 第1巻には2008年に行われた「らき☆すた らっきー☆フェア2008」での応募者全員プレゼントの小冊子『伝説の少女Aコレクションブック』に収録された内容（『コンプH's』連載分と『らき☆すた』第2巻描き下ろし分、『らき☆すた 萌えドリル』DXパック予約特典の設定資料集および『らき☆すた』第3巻収録分で構成）を再録している。

### 関連作品

#### 『宮河家が満腹!?』
華々つぼみの作画による料理を題材としたスピンオフ作品。宮河姉妹がテレビの中の世界（毎回、夢から覚めると元の世界に戻るため、夢の中の世界と思われる）で料理番組「満腹☆キッチン」を担当し、節約レシピで料理を行う内容となっており、市瀬悦子が料理監修を行っている。各話終了後にはその話に使われた料理のレシピと作り方が写真付きで掲載されており単行本においても収録されている。前述どおり、高良みゆきを始め、『宮河家の空腹』に登場していない『らき☆すた』のキャラクターも多数登場している。
なお、華々つぼみはこれ以前にも月刊コンプエースの『らき☆すた』投稿・情報コーナー「らき☆スタっ!? Lucky☆Studium」に『宮河家の空腹』単行本化の応援イラストを複数寄稿している。
単行本 - 宮河家が満腹!? 美水かがみオールスター 超簡単☆節約レシピ
2014年7月10日初版発行（同日発売）ISBN 978-4-04-101745-6
単行本には、『らき☆すたファンブック 10周年だよ、全員集合！』に寄稿した出張版も収録した他、華々つぼみによるあとがきも収録している。また単行本化に際して『宮河家が満腹!?』から改題している。

## Webアニメ
2013年4月29日から7月1日まで、Ustreamにて配信された。
前回分の再放送後、新しいエピソードを放送。そして『宮河家の空腹はらぺこラジオ』のあとにも再放送された。その後、8月8日より期間限定で2話までが配信されている。
8月10日および9月19日にはオープニング映像も含めた完全版として角川シネマ新宿およびイオンシネマ春日部で上映され、9月末にはテレビで初放送された。テレビ放送版は尺の都合で一部エピソードが削られるなど再編集されており、上映版（DVD版、Blu-ray版も同様）よりは若干短い。
アニメ版の舞台は川越市本川越駅周辺がモデルとなっている。第2話には『三十路岬』のイントロがBGMとして使用されている。

### スタッフ
スタッフの記述は公式Webサイトの記述に基づく。
- 企画 - 安田猛、竹内宏彰
- 企画協力 - 池田東陽
- 原作・作品監修 - 美水かがみ
- 監督 - 山本寛
- シリーズ構成・脚本 - 待田堂子
- キャラクターデザイン・総作画監督 - 池屋守
- 色彩設計監修 - 辻田邦夫
- 色彩設計 - 斎藤麻由
- 美術設定 - 袈裟丸絵美
- 美術監督 - 田中孝典
- 撮影監督 - 廣岡岳
- 編集 - 坪根健太郎
- 音楽 - 前山田健一
- 音響監督 - 鶴岡陽太
- アニメーションプロデューサー - 加藤淳、小林健一
- 作品プロデュース - 「らき☆すた」10周年 & 「コンプティーク」30周年プロジェクトチーム
- 制作 - Ordet、エンカレッジフィルムズ
- 製作 - はらぺこ

### 主題歌
オープニングテーマ「KACHIGUMI」
作詞・作曲・編曲 - 前山田健一 / 歌 - 泉こなた／柊かがみ
Ustreamではカット。角川シネマ新宿での上映会でオープニング映像の初披露が行われた。テレビ放送版、DVD版、Blu-ray版は上映版と同じ。
映像はほとんどが「らき☆すた」の登場人物で構成されている。
エンディングテーマ「MAKEGUMI」
作詞・作曲・編曲 - 前山田健一 / 歌 - 宮河ひかげ（川崎琴） & 宮河ひなた（島形麻衣奈）
Ustreamの配信では第1話から第5話まで話数を経るごとにワンフレーズが追加されていく仕組みであったため、毎回途中までしか歌われず最後はひかげとひなたの会話で終わっていた。第6話で完成し第7話以降は完成版が流れた。
角川シネマ新宿での上映会およびBlu-ray版では各話には付けられず、最終話の後にフルコーラスが披露された。テレビ放送版、DVD版も同様に最終話の後だが、Ustream版第7話以降と同じくワンコーラスのみとなっている。

### 各話リスト
※話数は、○○ぺこと表記される。サブタイトルは、第1話のみ放送前に公開されていたが、他はメディア化により判明したもの。
| 話数   | サブタイトル       | 絵コンテ                            | 演出                     | 作画監督        |
| ------ | ------------------ | ----------------------------------- | ------------------------ | --------------- |
| 1ぺこ  | 決められた運命     | 山本寛                              | 追崎史敏                 | 池屋守          |
| 2ぺこ  | 金色の夢           | 山本寛                              | 追崎史敏                 | 池屋守          |
| 3ぺこ  | 使われぬ秘宝       | 山本寛                              | 有冨興二                 | 追崎史敏        |
| 4ぺこ  | ひかげの不運       | 鹿田勝男                            | 有冨興二                 | 追崎史敏        |
| 5ぺこ  | 貧乏だけど愛がある | 川口敬一郎                          | 有冨興二                 | 追崎史敏        |
| 6ぺこ  | こどもとおとな     | 川口敬一郎                          | 有冨興二                 | 追崎史敏        |
| 7ぺこ  | お姉ちゃんだから   | 川口敬一郎                          | 有冨興二                 | 追崎史敏        |
| 8ぺこ  | ボーダーライン     | 坂本一也                            | 有冨興二                 | 追崎史敏        |
| 9ぺこ  | ほっとけないよね   | 坂本一也                            | 有冨興二                 | 追崎史敏        |
| 10ぺこ | 夏の風物詩         | 鹿田勝男                            | 有冨興二                 | 追崎史敏        |
| TV版   |                    | 山本寛 川口敬一郎 鹿田勝男 坂本一也 | 有冨興二 追崎史敏 山本寛 | 池屋守 追崎史敏 |

### 放送局
| 放送地域 | 放送局      | 放送期間               | 放送系列           | 放送日時       | 備考     |
| -------- | ----------- | ---------------------- | ------------------ | -------------- | -------- |
| 日本全域 | Ustream     | 2013年4月29日 - 7月1日 | 月曜 21:00 - 21:05 | ネット配信     |          |
| 東京都   | TOKYO MX    | 2013年9月27日          | 金曜 25:30 - 25:59 | 独立局         |          |
| 日本全域 | BS11        | 2013年9月28日          | 土曜 27:00 - 27:30 | BS放送         | ANIME+枠 |
| 埼玉県   | テレ玉      | 2013年9月29日          | 日曜 24:00 - 24:30 | 独立局         |          |
| 千葉県   | チバテレビ  | 2013年9月29日          | 日曜 24:00 - 24:30 | 独立局         |          |
| 神奈川県 | tvk         | 2013年9月29日          | 日曜 24:00 - 24:30 | 独立局         |          |
| 兵庫県   | サンテレビ  | 2013年9月29日          | 日曜 24:30 - 25:00 | 独立局         |          |
| 福岡県   | TVQ九州放送 | 2013年9月29日          | 日曜 26:25 - 26:55 | テレビ東京系列 |          |
| 岐阜県   | 岐阜放送    | 2013年10月1日          | 火曜 24:00 - 24:30 | 独立局         |          |
| 三重県   | 三重テレビ  | 2013年10月2日          | 水曜 25:20 - 25:50 | 独立局         |          |

### リリース
- DVD
  - 全話収録のDVD全1巻が、2013年10月26日発行の漫画『らき☆すた』10巻DVD付き限定版の付属DVDとして発売された[10]。OPEDとともに本編40分が収録されている。DVDジャケットもキービジュアルのため特典等はない。
- Blu-ray Disc
  - 同年12月27日にはBlu-ray版がブックレットの他、「宮河家の空腹 ヒャダインこと前山田健一が作曲したサウンドトラック シリーズ構成の待田堂子による新規撮り下ろしオリジナルドラマ 未放送のラジオ特別版を収録したCD」を同梱する形で発売された[11]。初回限定盤仕様として発売されている。ジャケットはキャラクターデザイン池屋守描きおろし。音声特典であるオーディオコメンタリーは2種類収録されており、川崎琴、島形麻衣奈、監督の山本寛によるキャストコメンタリーと、原作者美水かがみ、脚本待田堂子、監督の山本寛によるスタッフコメンタリーが収録された。
  - 映像特典には、ノンテロップOP&EDやTVCM（Blu-ray発売CM、番宣CM）やプロモーション映像が収録されている。
  - 封入特典であるブックレットにはキャラクター紹介、美術設定、各回のサブタイトルとメインスタッフの他、川崎琴、島形麻衣奈の聖地巡礼風景（本川越）が収録されている。また特典CDについて、未放送のラジオが収録された（ラジオの項目で後述）が、ラジオも含め、サウンドトラックやオリジナルドラマにはトラック名が付けられていない。

## Webラジオ
『宮河家のキャラコメラジオ』は2013年4月15日から7月8日まで、Ustreamで配信されたラジオ番組。配信日時は毎週月曜日21時。パーソナリティは川崎琴（宮河ひかげ役）と島形麻衣奈（宮河ひなた役）。キャラクターになりきって本編を振り返るという内容で、お金がないという設定のためBGMが流れなかった。4月29日のアニメ放送開始以後はアニメ放送後にラジオの配信が開始された。5月13日配信の第5回より『宮河家の空腹はらぺこラジオ』にタイトルが変更となり、BGMとSEが追加されたほか、キャラクターになりきるのではなく自然にしゃべるようになった。
アニメ最終回配信から1週間後の7月8日に、第10話の再配信とともに配信されたはらぺこラジオ第9回（通算13回）をもってラジオは一旦終了した。その後、8月8日より期間限定でスペシャル番組のダイジェスト版が配信されている。Blu-rayには未放送のスペシャル版『宮河家の空腹スペシャルラジオ』として、原作者美水かがみの自宅にて、川崎琴、島形麻衣奈、山本寛、美水かがみのラジオの模様が収録された。

### ゲスト
- 第1回・第2回 - 美水かがみ（原作者）、山本寛（監督）
- スペシャル - 美水かがみ（原作者）、山本寛（監督）、美水かがみの母

## ドラマCD
ドラマCD 宮河家の空腹 〜宮河ひなたの一日〜
月刊コンプティーク2013年7月号の付録として収録されたドラマCD。ひなたのバイト先において開店前から開店中に起こる事件を描いており、個性あふれる店員との掛け合い劇となっている。メタネタやパロディネタもふんだんに取り入れられている。収録分数は14分程度。脚本はクレジットされていないが、アニメにおいてシリーズ構成・脚本を担当している待田堂子が担当している。なお、後に発売された小説版の第3章『宮河ひなたの一日』と基本的なストーリーは同じである。また、BGMの一部に『アニメ店長』の主題歌が使われている。
収録内容
1. ドラマCD 宮河家の空腹 〜宮河ひなたの一日〜 [14:03]

出演者
- 宮河ひなた - 島形麻衣奈
- 宮河ひかげ - 川崎琴
- アニメ店長 - 関智一
- 杉田店員 - 杉田智和
- 小野店員 - 小野大輔
- 営業マン - 下野紘
- 男性客 - 立木文彦
- 女性客 - くじら

宮河家の空腹 ヒャダインこと前山田健一が作曲したサウンドトラック シリーズ構成の待田堂子による新規撮り下ろしオリジナルドラマ 未放送のラジオ特別版を収録したCD
Blu-ray限定版に収録された。トラック13までがサウンドトラック、トラック14がオリジナルドラマ、トラック15がラジオとなっている。楽曲は全作曲・編曲：前山田健一。これまでのアニメ版のサウンドトラックと異なり、曲名がつけられておらず、ドラマのタイトルも不明である。ただしドラマは、後に発売された小説版の第4章『宮河ひかげの一日』と基本的なストーリーは同じである。ラジオは『宮河家の空腹スペシャルラジオ』とコールされている。
オリジナルドラマの収録時間は21分程度。ひかげの学校やその周囲での日常や、小神あきらがコンプティークにおいて連載されていたらき☆レポで登場していたにゃんだろうと一緒にスーパーでの営業に駆り出されている風景が収録されている。また、BGMの一部に『三十路岬』のイントロが使われている。
収録内容
1. トラック1 [1:01]
2. トラック2 [1:03]
3. トラック3 [1:23]
4. トラック4 [1:33]
5. トラック5 [0:58]
6. トラック6 [1:09]
7. トラック7 [0:46]
8. トラック8 [1:30]
9. トラック9 [1:16]
10. トラック10 [1:29]
11. トラック11 [1:08]
12. トラック12 [1:25]
13. トラック13 [1:26]
14. トラック14（オリジナルドラマ） [21:18]
15. トラック15（スペシャルラジオ） [25:12]

出演者（オリジナルドラマ）
- 宮河ひなた - 島形麻衣奈
- 宮河ひかげ - 川崎琴
- 内海ゆきな - 曽和まどか
- 小池えりか - 岩崎可苗
- 水島だいすけ - 小田果林
- 大沢かずひこ先生 - 松岡禎丞
- 小泉まりな先生 - 山田奈都美
- 泉そうじろう - 平松広和
- 小神あきら - 今野宏美
- にゃんだろう - 若本規夫
- 男性モブキャラ他 - 立木文彦
- 女性モブキャラ他 - くじら

出演者（スペシャルラジオ）
- 島形麻衣奈（宮河ひなた役）
- 川崎琴（宮河ひかげ役）
- 美水かがみ（原作者）
- 山本寛（監督）
- 美水かがみの母

「宮河家の空腹」ドラマCD 陵桜学園高等学校文化祭は大パニックかも
2014年2月26日にランティスより発売された。脚本は待田堂子が担当している。時系列としてはこなた、つかさ、かがみ、みゆきたちの学年が陵桜学園高等学校を卒業して数ヶ月後の文化祭が舞台である。文化祭を卒業生として訪れたり在校生としての助っ人として参加した、卒業生メンバーに宮河姉妹が関わっていくという話。収録分数は41分。なお、以前に発売された小説版に第5章『陵桜学園高等学校文化祭は大パニックかも』として収録されていた内容と基本的には同じストーリーである。
収録内容
1. 宮河家。 [12:25]
2. 美術室… [9:51]
3. 模擬店! [9:30]
4. 体育館☆ [9:07]

出演者
- 宮河ひかげ - 川崎琴
- 宮河ひなた - 島形麻衣奈
- 泉こなた - 平野綾
- 柊つかさ - 福原香織
- 柊かがみ - 加藤英美里
- 高良みゆき - 遠藤綾
- 日下部みさお - 水原薫
- 峰岸あやの - 相沢舞
- 小早川ゆたか - 長谷川静香
- 岩崎みなみ - 茅原実里
- 田村ひより - 清水香里
- パトリシア・マーティン - ささきのぞみ
- 黒井ななこ - 前田このみ
- 桜庭ひかる - 井上美紀

## 小説版
角川スニーカー文庫より2014年2月1日に発売された。著者はアニメのシリーズ構成・脚本を務めた待田堂子。表紙イラストと口絵はアニメスタッフ（はらぺこ名義）によるもので、表紙原画は池屋守による書き下ろし、口絵はこれまでに雑誌で発表されたアニメの版権画（池屋守および渋谷秀が原画担当）、挿絵はアニメのキャラクター設定画を除き『宮河家が満腹!?』の漫画を描いている華々つぼみが担当する。タイトルは原作と同じく『宮河家の空腹』で副題は特に付けられていない。全1巻。内容は若干のオリジナル部分や、原作やアニメから流用した部分もあるが、基本的にはほとんどの部分がこれ以前に発表されたドラマCDの2作および、以降に発売された1作と同じストーリーとなっている。
- 『宮河家の空腹』 2014年2月1日初版発行、ISBN 978-4-04-101170-6